# SWIV
SWIV è un videogioco sparatutto 2D a scorrimento verticale, originariamente pubblicato nel 1991 per Amiga, Atari ST, Commodore 64, ZX Spectrum ed Amstrad CPC.
Il videogioco è considerato un successore spirituale di Silkworm della Tecmo, che la The Sales Curve aveva in precedenza convertito per varie console nel 1989. Le somiglianze con il precedente titolo sono evidenti dal design del gioco, in cui il personaggio controllato dal giocatore pilota un elicottero o una jeep, ma in questo caso la visuale è dall'alto anziché di profilo.
Il nome del videogioco per esteso è Super Weapons Interdiction Vehicles.